# Julius Diedrich
Franz Wilhelm Julius Diedrich (* 15. Juli 1819 in Stettin; † 9. März 1890 in Straßburg) war ein lutherischer Theologe und Pastor.

## Leben
Diedrich erwies sich als Kind als musikalisch hochbegabt. Er konnte schon als sechsjähriger bei öffentlichen Konzerten auftreten. In Stettin besuchte er das Gymnasium und begann nach seiner Reifeprüfung 1837 ein Studium der Theologie und Philologie in Berlin. Später wechselte er nach Bonn und schloss 1840 sein Studium ab. Nach seinem Studium war er zunächst Hilfsprediger bei Johannes Evangelista Goßner an der Bethlehemskirche in Berlin, bis er 1845 ordiniert wurde. Im Anschluss an seine Hilfspredigerzeit wurde er Pastor in Zaatzke. 1847 konnte Diedrich, der ein konfessioneller Lutheraner war, nicht mehr guten Gewissens Pfarrer in der unierten Evangelischen Kirche Preußens bleiben, trat in die altlutherische Kirche über und wurde Pfarrer in Jabel. Hier blieb er bis 1874. Anfang der 1860er Jahre entstand ein Konflikt zwischen einigen Pfarrern und dem Oberkirchencollegium (OKC), der Kirchenleitung in Breslau, darüber ob die Kirchenleitung nach göttlichem (iure divino) oder menschlichem Recht (iure humano) eingesetzt sei und handeln würde. Julius Diedrich war neben Ludwig Otto Ehlers einer der Wortführer der Pfarrergruppe, die der Meinung war, dass die Kirchenleitung nur nach menschlichem Recht sei. Dieser Konflikt führte dazu, dass sich Diedrich 1861 vom OKC lossagte und mit anderen Pfarrern und Gemeinden 1864 die Evangelisch-lutherische Immanuelsynode konstituierte, die sich erst 1904 wieder mit der altlutherischen Kirche vereinte. 1874 zog Diedrich nach Frankfurt am Main, wo er bis 1883 Pfarrer der Immanuelgemeinde war. Seine letzte Pfarrstelle war von 1883 bis 1890 in Straßburg.

## Schriften (Auswahl)
- Der Prophet Jesaias. Kurz erklärt für aufmerksame Bibelleser, Leipzig 1859.
- Das Evangelium St. Johannis. Kurz erklärt für heilsbegierige, aufmerksame Bibelleser, Leipzig 1859.
- Epistel-Predigten auf das ganze Kirchenjahr. Zum segensreichen Gebrauche in Häusern und Kirchen evangelisch-lutherischen Bekenntnisses, Leipzig 1860.
- Predigten über die sieben Worte Jesu am Kreuz, Neu-Ruppin 1863.
- Die salomonischen Schriften (Sprüche, Prediger und Hohelied). Kurz ausgelegt für heilsbegierige aufmerksame Bibelleser, Neu-Ruppin 1865.
- Die Offenbarung Johannis. Kurz ausgelegt für heilsbegierige aufmerksame Bibelleser, Neu-Ruppin 1865.
- Christenlehre in Betrachtungen über Luthers kleinen Catechismus, Erlangen ²1872.
- Kirchen-Postille in Predigten über die Sonn- und Festtags-Evangelien des ganzen Jahres, 2 Bde., Nürnberg 1872/1873.